# Geneina
Geneina (tiếng Ả Rập: الجنينة) là thủ phủ bang Tây Darfur, Sudan. Vào năm 2008, thành phố có dân số là 252.744 người.

## Địa lý
Geneina nằm trên độ cao 800 m so với mực nước biển, gần biên giới với Tchad. Thành phố cách Al-Fashir 350 km và thủ đô Khartoum 2000 km.

### Khí hậu
Geneina có khí hậu bán khô hạn (phân loại Köppen BSh).
| Dữ liệu khí hậu của Geneina              | Dữ liệu khí hậu của Geneina | Dữ liệu khí hậu của Geneina | Dữ liệu khí hậu của Geneina | Dữ liệu khí hậu của Geneina | Dữ liệu khí hậu của Geneina | Dữ liệu khí hậu của Geneina | Dữ liệu khí hậu của Geneina | Dữ liệu khí hậu của Geneina | Dữ liệu khí hậu của Geneina | Dữ liệu khí hậu của Geneina | Dữ liệu khí hậu của Geneina | Dữ liệu khí hậu của Geneina | Dữ liệu khí hậu của Geneina |
| Tháng                                    | 1                           | 2                           | 3                           | 4                           | 5                           | 6                           | 7                           | 8                           | 9                           | 10                          | 11                          | 12                          | Năm                         |
| ---------------------------------------- | --------------------------- | --------------------------- | --------------------------- | --------------------------- | --------------------------- | --------------------------- | --------------------------- | --------------------------- | --------------------------- | --------------------------- | --------------------------- | --------------------------- | --------------------------- |
| Cao kỉ lục °C (°F)                       | 37.2 (99.0)                 | 39.6 (103.3)                | 41.5 (106.7)                | 42.2 (108.0)                | 43.0 (109.4)                | 42.0 (107.6)                | 39.6 (103.3)                | 40.0 (104.0)                | 38.0 (100.4)                | 40.7 (105.3)                | 37.4 (99.3)                 | 36.7 (98.1)                 | 43.0 (109.4)                |
| Trung bình ngày tối đa °C (°F)           | 31.0 (87.8)                 | 33.3 (91.9)                 | 36.1 (97.0)                 | 37.9 (100.2)                | 38.3 (100.9)                | 36.3 (97.3)                 | 32.4 (90.3)                 | 30.9 (87.6)                 | 33.5 (92.3)                 | 35.1 (95.2)                 | 33.1 (91.6)                 | 31.2 (88.2)                 | 34.1 (93.4)                 |
| Trung bình ngày °C (°F)                  | 21.5 (70.7)                 | 23.7 (74.7)                 | 26.7 (80.1)                 | 29.0 (84.2)                 | 30.1 (86.2)                 | 29.3 (84.7)                 | 26.9 (80.4)                 | 25.8 (78.4)                 | 26.7 (80.1)                 | 26.7 (80.1)                 | 24.0 (75.2)                 | 21.7 (71.1)                 | 26.0 (78.8)                 |
| Tối thiểu trung bình ngày °C (°F)        | 12.0 (53.6)                 | 14.0 (57.2)                 | 17.3 (63.1)                 | 20.1 (68.2)                 | 21.8 (71.2)                 | 22.3 (72.1)                 | 21.4 (70.5)                 | 20.7 (69.3)                 | 19.8 (67.6)                 | 18.2 (64.8)                 | 14.9 (58.8)                 | 12.3 (54.1)                 | 17.9 (64.2)                 |
| Thấp kỉ lục °C (°F)                      | 4.3 (39.7)                  | 3.4 (38.1)                  | 10.0 (50.0)                 | 11.0 (51.8)                 | 14.0 (57.2)                 | 16.3 (61.3)                 | 15.0 (59.0)                 | 16.4 (61.5)                 | 13.4 (56.1)                 | 9.5 (49.1)                  | 7.6 (45.7)                  | 5.0 (41.0)                  | 3.4 (38.1)                  |
| Lượng Giáng thủy trung bình mm (inches)  | 0.2 (0.01)                  | 0.0 (0.0)                   | 0.4 (0.02)                  | 5.2 (0.20)                  | 16.0 (0.63)                 | 45.3 (1.78)                 | 167.4 (6.59)                | 214.4 (8.44)                | 65.2 (2.57)                 | 9.6 (0.38)                  | 0.1 (0.00)                  | 0.0 (0.0)                   | 523.8 (20.62)               |
| Số ngày giáng thủy trung bình (≥ 0.1 mm) | 0.0                         | 0.0                         | 0.1                         | 0.9                         | 1.8                         | 6.3                         | 14.4                        | 15.9                        | 6.7                         | 1.6                         | 0.0                         | 0.0                         | 47.7                        |
| Độ ẩm tương đối trung bình (%)           | 18                          | 14                          | 13                          | 15                          | 24                          | 41                          | 64                          | 73                          | 59                          | 32                          | 21                          | 19                          | 32.8                        |
| Số giờ nắng trung bình tháng             | 310.0                       | 285.6                       | 294.5                       | 288.0                       | 297.6                       | 267.0                       | 229.4                       | 210.8                       | 243.0                       | 300.7                       | 315.0                       | 319.3                       | 3.360,9                     |
| Phần trăm nắng có thể                    | 83                          | 84                          | 76                          | 78                          | 75                          | 76                          | 56                          | 54                          | 68                          | 82                          | 90                          | 91                          | 76                          |
| Nguồn: NOAA                              |                             |                             |                             |                             |                             |                             |                             |                             |                             |                             |                             |                             |                             |

## Nhân khẩu
Dưới đây là dân số Geneina qua các năm:
| Năm  | Dân số  |
| ---- | ------- |
| 1973 | 35.424  |
| 1983 | 55.996  |
| 1993 | 92.831  |
| 2008 | 252.744 |

## Giao thông
Thành phố có sân bay Geneina (IATA: EGN, ICAO: HSGN).